# ロンバウアー
ロンバウアー（Rombauer, 2018年4月17日 - ）は、アメリカ合衆国の競走馬。2021年のプリークネスステークスに優勝した。

## 経歴
ケンタッキー州の生産者フレッドキン夫妻の生産したサラブレッドの牡馬である。本来、フレッドキン夫妻は生産馬をすべてセリ市に出品していたが、2020年はCOVID-19のパンデミックの影響でセリ市が休止となり、このため夫妻の所有下で競走馬登録された。
マイケル・マッカーシー調教師に預けられたロンバウアーは、2020年6月25日のデルマー競馬場の未勝利戦（芝8ハロン）でデビュー、これに勝利した。続くデルマージュヴェナイルターフステークス（芝8ハロン）で6着に敗れたのちにダートへ転向、9月26日のアメリカンファラオステークス（G1・サンタアニタパーク・ダート8.5ハロン）に登録された。同競走でロンバウアーは単勝オッズ12.70倍の穴馬扱いで、スタートで出遅れて道中は大きく外を回らされる展開だったながらも、最後には勝ち馬ゲットハーナンバーに3/4馬身差まで迫る2着に入った。2歳時の最終戦にはブリーダーズカップ・ジュヴェナイル（G1・キーンランド・ダート8.5ハロン）に出走、後方待機から追い上げる競馬をしたものの5着に終わった。
明けて3歳となった2021年、ロンバウアーは2月13日のゴールデンゲートフィールズ競馬場で行われたエルカミーノレアルダービー（L・オールウェザー9ハロン）から始動、これを最後方からの追い込みでクビ差で勝利した。以降のクラシック路線において、マッカーシー調教師は強豪ボブ・バファート厩舎との競合を避ける方針を採り、ロンバウアーはG2のブルーグラスステークス（キーンランド・ダート9ハロン）に登録された。しかしここでは2歳王者エッセンシャルクオリティとの対決となり、出遅れも響いて5馬身以上離された3着に敗れた。
ロンバウアーはこの時点で「ロード・トゥ・ケンタッキーダービー」のポイントを十分に稼いでいたが、フレッドキンはロンバウアーの走りがケンタッキーダービーには向いていないと判断し、これを回避してプリークネスステークス（G1・ピムリコ・ダート9.5ハロン）に直行する方針を採った。10頭立てで行われたこの年のプリークネスステークスで1番人気はケンタッキーダービー1位入線馬のメディーナスピリット、2番人気にルコントステークス勝ち馬のミッドナイトブルボンが続き、一方のロンバウアーは最終単勝オッズ12.80倍という穴人気であった。レースが始まると先頭を引っ張ったのはメディーナスピリットで、ミッドナイトブルボンやフランスゴデイナがそれに続き、一方でロンバウアーは中団グループに位置していた。そして第3コーナーから徐々に進出して、最後の直線に向きあった時点で3番手まで押し上げたロンバウアーは、前を行くメディーナスピリットとミッドナイトブルボンの2頭を追い抜いてゴール、2着ミッドナイトブルボンに3馬身半差をつけて優勝を手にした。
プリークネスステークス優勝の時点では、フレッドキンはロンバウアーをベルモントステークス（G1・ベルモントパーク・ダート12ハロン）に出すか、もしくは芝の三冠路線に出すかの両にらみであった。その後ベルモントステークスに出走させたものの、勝ち馬エッセンシャルクオリティから11馬身以上離された3着に敗れている。その後、レースに出走することなく翌2022年1月に一旦は現役を引退し種牡馬入りする予定であったが、条件が整わなかったため現役を続行してS.ジョセフ厩舎へ転厩して調教を重ねたものの、レース出走はならず、2023年11月に正式に引退を発表した。引退後はケンタッキー州で種牡馬となる予定。

## 血統表
| ロンバウアーの血統                     | ロンバウアーの血統                          | ロンバウアーの血統       | （血統表の出典）         | （血統表の出典） |
| 父系                                   | ミスタープロスペクター系                    | ミスタープロスペクター系 | ミスタープロスペクター系 | [ § 2 ]          |
| 父 Twirling Candy アメリカ 黒鹿毛 2007 | 父の父Candy Ride アルゼンチン 鹿毛 1999     | Ride the Rails           | Cryptoclearance          | Cryptoclearance  |
| 父 Twirling Candy アメリカ 黒鹿毛 2007 | 父の父Candy Ride アルゼンチン 鹿毛 1999     | Ride the Rails           | Herbalesian              |                  |
| 父 Twirling Candy アメリカ 黒鹿毛 2007 | 父の父Candy Ride アルゼンチン 鹿毛 1999     | Candy Girl               | Candy Stripes            | Candy Stripes    |
| 父 Twirling Candy アメリカ 黒鹿毛 2007 | 父の父Candy Ride アルゼンチン 鹿毛 1999     | Candy Girl               | City Girl                |                  |
| 父 Twirling Candy アメリカ 黒鹿毛 2007 | 父の母House of Danzing アメリカ 黒鹿毛 2002 | Chester House            | Mr. Prospector           | Mr. Prospector   |
| 父 Twirling Candy アメリカ 黒鹿毛 2007 | 父の母House of Danzing アメリカ 黒鹿毛 2002 | Chester House            | Toussaud                 |                  |
| 父 Twirling Candy アメリカ 黒鹿毛 2007 | 父の母House of Danzing アメリカ 黒鹿毛 2002 | Danzing Crown            | Danzig                   | Danzig           |
| 父 Twirling Candy アメリカ 黒鹿毛 2007 | 父の母House of Danzing アメリカ 黒鹿毛 2002 | Danzing Crown            | Crownette                |                  |
| 母 Cashmere アメリカ 栗毛 2011         | 母の父Cowboy Cal アメリカ 黒鹿毛 2005       | Giant's Causeway         | Storm Cat                | Storm Cat        |
| 母 Cashmere アメリカ 栗毛 2011         | 母の父Cowboy Cal アメリカ 黒鹿毛 2005       | Giant's Causeway         | Mariah's Storm           |                  |
| 母 Cashmere アメリカ 栗毛 2011         | 母の父Cowboy Cal アメリカ 黒鹿毛 2005       | Texas Tammy              | Seeking the Gold         | Seeking the Gold |
| 母 Cashmere アメリカ 栗毛 2011         | 母の父Cowboy Cal アメリカ 黒鹿毛 2005       | Texas Tammy              | Hot Novel                |                  |
| 母 Cashmere アメリカ 栗毛 2011         | 母の母Ultrafleet アメリカ 芦毛 1992         | *アフリート              | Mr. Prospector           | Mr. Prospector   |
| 母 Cashmere アメリカ 栗毛 2011         | 母の母Ultrafleet アメリカ 芦毛 1992         | *アフリート              | Polite Lady              |                  |
| 母 Cashmere アメリカ 栗毛 2011         | 母の母Ultrafleet アメリカ 芦毛 1992         | Social Conduct           | Vigors                   | Vigors           |
| 母 Cashmere アメリカ 栗毛 2011         | 母の母Ultrafleet アメリカ 芦毛 1992         | Social Conduct           | Jostling Queen           |                  |
| 母系(F-No.)                            | (FN:9-f)                                    | (FN:9-f)                 | (FN:9-f)                 | [ § 3 ]          |
| 5代内の近親交配                        | Mr. Prospector 4x4x5                        | Mr. Prospector 4x4x5     | Mr. Prospector 4x4x5     | [ § 4 ]          |
| 出典                                   | 1. 2. 3. 4.                                 | 1. 2. 3. 4.              | 1. 2. 3. 4.              | 1. 2. 3. 4.      |

父トワリングキャンディはマリブステークスなどの勝ち馬。母キャッシュメアは未出走で繁殖入りした馬であった。祖母ウルトラフリートは4戦未勝利に終わった馬であるが、繁殖牝馬として2008年のブリーダーズカップ・ターフスプリント勝ち馬キャニオンフラッグなどを出しているほか、2代先にロアリングライオンなどが出ている。